# Pingborre
Pingborre (Amphimallon solstitialis), eller Allmän pingborre är en art i skalbaggsfamiljen bladhorningar. Pingborren påminner om ollonborren men är betydligt mindre, 14-18 mm. Även levnadssättet påminner om ollonborrens men den svärmar i skymningen runt buskar och träd senare på våren. 

## Förekomst
Pingborren är vanlig i Syd- och Mellansverige, på öppna torra marker. Larven lever två år i jorden och kan göra skada på växtrötter som t.ex. potatis.. Den vuxna skalbaggen kan, när den uppträder i stora mängder, skada både barr- och lövträd.